# Sant'Agata di Esaro
Sant'Agata di Esaro é uma comuna italiana da região da Calábria, província de Cosenza, com cerca de 2.224 habitantes. Estende-se por uma área de 47 km², tendo uma densidade populacional de 47 hab/km². Faz fronteira com Belvedere Marittimo, Bonifati, Buonvicino, Cetraro, Malvito, Mottafollone, Sangineto.

## Demografia
| Variação demográfica do município entre 1861 e 2011                               |
|                                                                                   |
| Fonte: Istituto Nazionale di Statistica (ISTAT) - Elaboração gráfica da Wikipedia |